# Wlahar Wetan
Wlahar Wetan is een bestuurslaag in het regentschap Banyumas van de provincie Midden-Java, Indonesië. Wlahar Wetan telt 2748 inwoners (volkstelling 2010).